# 赵飞克
赵飞克（1909年12月15日—1976年2月4日），湖北鄂城华容赵家矶人。中国结构力学专家、桥梁专家。中国科学院学部委员。

## 生平
1925年，到省会武昌楚才中学读书，时任校长董必武。积极参加进步学运，大革命时期加入了国民党（左派)。1926年，转入湖北省立第一中学就读，1927年考入武汉大学。大革命失败后，退出国民党。1930年跳级毕业于武汉大学工学院土木工程系。考取了官费赴英留学生1930年赴英国爱丁堡大学工学院进修。1931年11月加入英国共产党中国支部，参加了反帝大同盟活动，积极参加中国留学生的爱国运动，参与出版《解放》中文刊物。1932年转为利物浦大学工学院研究生，研究结构力学。1935年获英国利物浦大学工学院硕士学位。在英國時改名为赵飞克，即英文单词“Victory”（胜利）的音译。
1936年9月回国后，任河北省立工学院、北平东北大学工学院、天津工商大学任教，1937年晋升教授。从英共党员转为中共党员。在北方局刘少奇、李楚离领导下，以教授身份为掩护，积极参加平津各救会工作。把姚依林、李非平提成助教，成了一个党小组的成员。
1937年10月起，任晋西南汾南游击队第4支队政治处主任。1938年赴延安，调入新组建的延安马列学院，参与经典马列著作编译。后调入中央组织部任干事，是陈云的党小组长。参加了中组部的晋东南巡视团。中直机关党委宣传科长。参与筹建延安大学和延安自然科学院，任延安大学首任秘书长。后到中央财经部，任财经部秘书长兼工业处处长。
抗战胜利后赴东北，任嫩南行署实业厅副厅长、嫩江省龙江县县长、肇东县委副书记、嫩江省政府秘书长。
1949年后，历任武汉市政府秘书长兼市法院院长、武汉市建设局局长、湖南株洲铁路工厂厂长兼总支书记、铁道部设计总局局长等职。参与主持审查批准第一座长江大桥——武汉长江大桥。1955年起担任中国科学院技术科学部 学部委员，学部专职副主任（主任严济慈），参加新中国第一个“科学远景规划”的制定（1955-1966年）。1975年文革后期，为了研究造反派对科学家的迫害，他的兒女訪問了陈云了解赵飞克的生平細節，陈云说赵飞克被称作“丘吉尔”，并被告知周总理病很重了，让他們转告父亲“为革命，保重自己。”，还對赵飞克家人拍着胸脯说：“有事情，找我，我来解决。”等話。於1976年2月4日逝世。
主要论著有《桥梁设计应力分析的新方法》和《武汉市码头改革资料汇编》等。